# Elección complementaria de Chile de 1966
El 6 de marzo de 1966 se realizó una elección parlamentaria complementaria para llenar la vacancia de un diputado en la Sexta Agrupación Departamental, compuesta por los departamentos de Valparaíso y Quillota, luego del fallecimiento del diputado Carlos Muñoz Horz (PR) el 26 de diciembre de 1965.
La elección extraordinaria fue convocada mediante un decreto promulgado el 12 de enero de 1966. Para la elección estaban inscritos 301 519 ciudadanos.

## Candidatos
El 11 de enero el Partido Radical (PR) proclamó como candidato a Óscar Marín Socías, jefe zonal del Servicio Médico Nacional de Empleados (Sermena). Su candidatura fue inscrita en la Dirección del Registro Electoral el 2 de febrero.
El Frente de Acción Popular (FRAP) acordó presentar un candidato propio, y entre los nombres preliminares se encontraba el regidor de Valparaíso, Carlos Andrade (PCCh). El 14 de enero acordaron presentar la candidatura del socialista Antonio Tavolari Vásquez.
El 15 de enero la Junta Provincial de Valparaíso del Partido Demócrata Cristiano (PDC) presentó la quina de precandidatos para diputado: Remberto Torres, abogado y presidente provincial del PDC; Fernando González Ruiz, economista; Héctor Castro, regidor por Quillota; Horacio Campos, dirigente sindical; y Arturo Briones. Dos días después, el Consejo Nacional del PDC desechó dicha nómina y proclamó como candidato a diputado al alcalde de Valparaíso, Juan Montedónico Nápoli. La candidatura fue inscrita en la Dirección del Registro Electoral el 1 de febrero, y en los días siguientes recibió el apoyo del Partido Democrático Nacional (Padena).
Si bien hubo dirigentes del Partido Conservador Unido (PCU) que anunciaron su apoyo a Montedónico, como por ejemplo Luis Alberto Reyes, el 12 de febrero la directiva del partido acordó recomendar la abstención en la elección complementaria.
El 16 de febrero de 1966 el director del Registro Electoral, Andrés Rillón, realizó el sorteo de ubicación de los candidatos en la cédula única de votación. En el primer lugar fue asignado Óscar Marín (PR), seguido de Antonio Tavolari (PS) y Juan Montedónico (PDC).

## Resultados
El resultado definitivo, entregado por el Colegio Escrutador de Valparaíso el 16 de marzo de 1966, fue el siguiente:
|  | 50.65 % |

|  | 27.20 % |

|  | 22.15 % |

El resultado preliminar a nivel de comunas, entregado el día de la elección, fue el siguiente:
| Comuna                     | Montedónico | Tavolari | Marín  | Blancos | Nulos | Total   |
| -------------------------- | ----------- | -------- | ------ | ------- | ----- | ------- |
| Comuna                     |             |          |        | Blancos | Nulos | Total   |
| Departamento de Valparaíso |             |          |        |         |       |         |
| Valparaíso                 | 58 755      | 31 568   | 22 938 | 882     | 1664  | 115 827 |
| Viña del Mar               | 23 423      | 12 768   | 12 232 | 402     | 812   | 49 637  |
| Limache                    | 5498        | 2904     | 2183   | 417     | 99    | 10 801  |
| Quilpué                    | 7476        | 4042     | 3356   | 206     | 162   | 15 242  |
| Villa Alemana              | 4543        | 2529     | 2119   | 91      | 150   | 9432    |
| Casablanca                 | 1793        | 789      | 1026   | 29      | 26    | 3663    |
| Algarrobo                  | 654         | 450      | 509    | 14      | 8     | 1335    |
| El Quisco                  | 341         | 216      | 345    | 14      | 7     | 923     |
| Total departamental        |             |          |        |         |       | 206 860 |
| Departamento de Quillota   |             |          |        |         |       |         |
| Quillota                   | 7712        | 3895     | 3359   | 148     | 126   | 15 240  |
| La Calera                  | 3085        | 4039     | 1418   | 83      | 79    | 8704    |
| Llay-Llay                  | 1945        | 1063     | 865    | 37      | 27    | 3937    |
| Quintero                   | 1330        | 575      | 725    | 23      | 37    | 2690    |
| Nogales                    | 1510        | 2609     | 478    | 62      | 41    | 4700    |
| Hijuelas                   | 767         | 634      | 369    | 13      | 25    | 1808    |
| Puchuncaví                 | 749         | 294      | 433    | 20      | 14    | 1510    |
| La Cruz                    | 1370        | 942      | 672    | 57      | 35    | 3076    |
| Total departamental        |             |          |        |         |       | 41 665  |
| Total general              | 120 971     | 69 017   | 53 027 | 2198    | 3312  | 248 525 |
| Fuente: La Nación.         |             |          |        |         |       |         |